# Ilaria lawsoni
Ilaria lawsoni (лат.) — вид сумчастих, що належить до пізнього олігоцену, місцевість: озеро Паланкаріна, пустеля Тірарі, південна Австралія.